# 클레멘스 교령집
클레멘스 교령집(Clementina, Pseudo-Clementine Writings, Kerygmata Petrou, Clementine Romance)은 담론의 한 클레멘타인 1세와 도미티안의 사촌 티투스 플라비우스 클레멘스(Tytus Flavius Clemens)가 만든 기록을 담론(d)에 붙이는 종교적 일대기에 붙여진 이름이다.클레멘스가 베드로의 여행 동반자가 된 상황과 클레멘스의 가족력에 대한 다른 세부사항들에 대한 설명과 함께. 저자는 때로 사이비-클렌멘스(알렉산드리아의 클레멘스와 구별되는 것)라고 불린다.

## 개관
이 일대기의 두 가지 버전이 살아남았다: 한 버전은 클레멘스 호밀리라 불리며, 20권으로 구성되어 있고 원래의 그리스어로 존재하며, 다른 버전은 클레멘스 인식(R)이라고 불리며, 그리스어 원본을 잃어버렸지만, 티라노스 루피너스(410년)가 만든 라틴어 번역본에 존재한다. 후기 호밀리의 비문도 2개 존재하며, 인식서(1~3권)와 호밀리(10~14권)를 수용하는 부분 시리아어 번역본이 있으며, 이 중 하나는 411년에 쓰여졌다. 클레멘스의 일부 조각은 아랍어, 아르메니아어, 슬라브어로 알려져 있다.
H와 R의 많은 부분은 거의 같은 단어이고, 큰 부분은 또한 대상과 교훈에서 거의 일치한다. 그러나 한 부분에만 포함된 다른 부분은 다른 부분에서는 언급되거나 전제되는 것으로 보인다. 두 작품은 대략 길이가 같고, 로맨스의 틀이 같다. Neander, Baur, Schwegler 등이 H를 원작으로 여겼다. 레만은 처음의 R의 세 권은 독창적이라고 생각했고, 나머지 세 권은 H라고 생각했다. 게르하르트 울혼은 둘 다 초기 책인 케리마타 페트루(피터의 서약)의 리셉션이라고 주장했고, R은 이 서사를 가장 잘 보존한 독단적인 가르침인 H. 휘스턴, 로젠뮐러, 리첼, 힐겐펠트 등이 R을 원작으로 들고 있었다.
그것은 이제 거의 보편적으로 개최되고 있다. F. J. A 이후). H와 R이 둘 중 어느 쪽보다 긴 오리지널 클레멘타인 로맨스의 두 버전이라는 호르트, 하낙, 한스 웨이츠[1]는 둘 다의 내용 대부분을 수용했다. 때로는 H, 때로는 R이 원형에 더 충실할 때도 있다.